# Synagoge (Argenschwang)

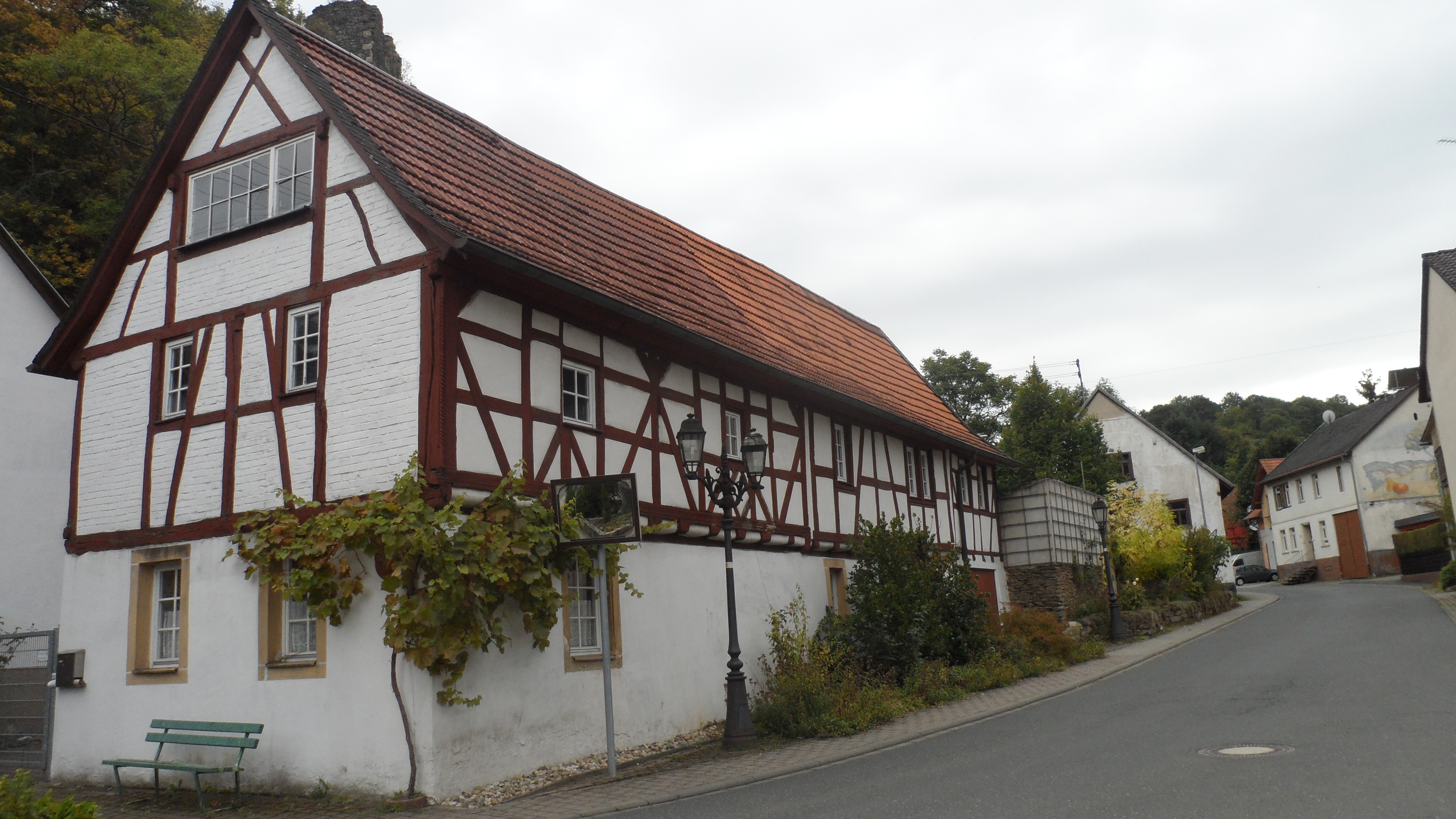
Ehemalige Synagoge in Argenschwang

Die Synagoge in Argenschwang, einer Ortsgemeinde im Landkreis Bad Kreuznach in Rheinland-Pfalz, wurde im 17./18. Jahrhundert errichtet. Die profanierte Synagoge an der Brunnenstraße 7 ist ein geschütztes Baudenkmal.

## Geschichte
Das zweigeschossige Fachwerkhaus mit Rechteckfenstern wurde von der jüdischen Gemeinde im 18. Jahrhundert gekauft, um darin nach einer Erweiterung des Gebäudes eine Synagoge einzurichten. Der Betsaal befand sich im Obergeschoss. Der Frauenbereich war durch einen Sichtschutz abgetrennt. Der Betraum besaß eine gewölbte hölzerne Decke, die mit einem Sternenhimmel bemalt war.
Beim Novemberpogrom 1938 wurde der Innenraum vermutlich verwüstet und beschädigt. Im August 1939 kaufte ein Landwirt das Gebäude, das 1950 an die Jüdische Kultusgemeinde Bad Kreuznach/Birkenfeld rückübertragen wurde, die es später wieder veräußerte.
Im Jahr 1980 wurde das Gebäude außen instand gesetzt. Der jetzige Besitzer hat das Gebäude in den letzten Jahren vorbildlich saniert.